# Humerobates fungorum
Humerobates fungorum är en kvalsterart som först beskrevs av Carl von Linné 1758.  Humerobates fungorum ingår i släktet Humerobates och familjen Humerobatidae. Inga underarter finns listade i Catalogue of Life.